# Carex pseudocyperus
Il falso cìpero (Carex pseudocyperus L.) è una pianta erbacea perenne della famiglia delle Ciperacee.